# Фагоцитоз
Фагоцито́з (др.-греч. φαγεῖν «пожирать» + κύτος «клетка») — процесс, при котором клетки (простейшие, либо специально предназначенные для этого клетки крови и тканей организма — фагоциты) захватывают и переваривают твёрдые частицы.
Фагоцитоз, наряду с пиноцитозом, является одним из видов эндоцитоза. У некоторых клеток он используется для получения полезных веществ, и для одноклеточных организмов гомологичен питанию. У многоклеточных животных этот процесс взял на себя функцию удаления отходов и патогенов.

## История
Фагоцитоз был впервые отмечен канадским врачом Уильямом Ослером (1876), а затем изучен и назван Ильёй Ильичом Мечниковым  в 1882 году, когда им же была установлена роль фагоцитов в защите от бактерий. Он предположил, что клетки, захватывающие и переваривающие органические тела, помимо их участия в пищеварении, выполняют в организме защитную функцию. Мечников подтверждал свое предположение, проделывая опыты с морскими звёздами и дафниями, вводя в их организмы инородные тела. Например, когда Мечников поместил в тело дафнии спору грибка, то он заметил, что на неё нападают особые подвижные клетки. Когда же он ввёл слишком много спор, клетки не успели их все переварить, и животное погибло. Клетки, защищающие организм от бактерий, вирусов, спор грибов и пр., Мечников назвал фагоцитами, а само явление — фагоцитозом. Летом 1883 года на съезде естествоиспытателей и врачей Мечников сообщил об открытии явления фагоцитоза. За труды по иммунитету Мечников получил Нобелевскую премию по физиологии и медицине (1908).

## Фагоциты
У человека различают два типа профессиональных фагоцитов:
- нейтрофилы
- моноциты

Макрофаги и нейтрофилы притягиваются к области инфекции или воспаления с помощью веществ, выделяемых бактериями и инфицированной тканью, или посредством химического взаимодействия между бактериями и системой комплемента белков сыворотки крови. Нейтрофилы могут также поглощать частицы после случайного столкновения с ними.
У некоторых других животных фагоцитировать могут ооциты, плацентные клетки, клетки, выстилающие полость тела, пигментный эпителий сетчатки глаза.

## Этапы фагоцитоза
Основные этапы фагоцитарной реакции сходны для клеток обоих типов. Реакция фагоцитоза может быть подразделена на несколько этапов:
1. Хемотаксис. В реакции фагоцитоза более важная роль принадлежит положительному хемотаксису. В качестве хемоаттрактантов выступают продукты выделяемые микроорганизмами и активированными клетками в очаге воспаления (цитокины, лейкотриен В4, гистамин), а также продукты расщепления компонентов комплемента (С3а, С5а), протеолитические фрагменты факторов свертывания крови и фибринолиза (тромбин, фибрин), нейропептиды, фрагменты иммуноглобулинов и др. Однако, «профессиональными» хемотаксинами служат цитокины группы хемокинов.
Ранее других клеток в очаг воспаления мигрируют нейтрофилы, существенно позже поступают макрофаги. Скорость хемотаксического перемещения для нейтрофилов и макрофагов сопоставима, различия во времени поступления, вероятно, связаны с разной скоростью их активации.
2. Адгезия фагоцитов к объекту. Обусловлена наличием на поверхности фагоцитов рецепторов для молекул, представленных на поверхности объекта (собственных или связавшихся с ним). При фагоцитозе бактерий или старых клеток организма хозяина происходит распознавание концевых сахаридных групп — глюкозы, галактозы, фукозы, маннозы и др., которые представлены на поверхности фагоцитируемых клеток. Распознавание осуществляется лектиноподобными рецепторами соответствующей специфичности, в первую очередь маннозосвязывающим белком и селектинами, присутствующими на поверхности фагоцитов.
В тех случаях, когда объектами фагоцитоза являются не живые клетки, а кусочки угля, асбеста, стекла, металла и др., фагоциты предварительно делают объект поглощения приемлемым для осуществления реакции, окутывая его собственными продуктами, в том числе компонентами межклеточного матрикса, который они продуцируют.
Хотя фагоциты способны поглощать и разного рода «неподготовленные» объекты, наибольшей интенсивности фагоцитарный процесс достигает при опсонизации, то есть фиксации на поверхности объектов опсонинов к которым у фагоцитов есть специфические рецепторы — к Fc-фрагменту антител, компонентам системы комплемента, фибронектину и т. д.
3. Активация мембраны. На этой стадии осуществляется подготовка объекта к погружению. Происходит активация протеинкиназы С, выход ионов кальция из внутриклеточных депо. Большое значение играют переходы золь-гель в системе клеточных коллоидов и актино-миозиновые перестройки.
4. Погружение. Происходит обволакивание объекта.
5. Образование фагосомы. Замыкание мембраны, погружение объекта с частью мембраны фагоцита внутрь клетки.
6. Образование фаголизосомы. Слияние фагосомы с лизосомами, в результате чего образуются оптимальные условия для бактериолиза и расщепления убитой клетки. Механизмы сближения фагосомы и лизосом неясны; вероятно, происходит активное перемещение лизосом к фагосомам.
7. Киллинг и расщепление. Велика роль клеточной стенки перевариваемой клетки. Основные вещества, участвующие в бактериолизе: пероксид водорода, продукты азотного метаболизма, лизоцим и др. Процесс разрушения бактериальных клеток завершается благодаря активности протеаз, нуклеаз, липаз и других ферментов, активность которых оптимальна при низких значениях pH.
8. Выброс продуктов деградации.
Фагоцитоз может быть:
- завершённым (киллинг и переваривание прошло успешно);
- незавершённым (для ряда патогенов фагоцитоз является необходимой ступенью их жизненного цикла, например, у микобактерий и гонококков).

## Простейшие организмы
У многих простейших, таких как амёбы и губки, фагоцитоз используется как средство обеспечивая части или всего их питания. Это называется фаготрофным питанием, в отличие от осмотрофного питания, которое происходит путем всасывания. Инфузории также участвуют в фагоцитозе. У них в клетке есть специализированная бороздка или камера, где происходит фагоцитоз, называемая цитостом или рот.